# Olympische Winterspiele 1984/Teilnehmer (Tschechoslowakei)
| Gelbes Symbol für Goldmedaillen mit stilisierten Olympischen Ringen | Graues Symbol für Silbermedaillen mit stilisierten Olympischen Ringen | Braundes Symbol für Bronzemedaillen mit stilisierten Olympischen Ringen |
| ------------------------------------------------------------------- | --------------------------------------------------------------------- | ----------------------------------------------------------------------- |
| —                                                                   | 2                                                                     | 4                                                                       |

Die Tschechoslowakei nahm an den Olympischen Winterspielen 1984 in Sarajevo mit einer Delegation von 50 Athleten (38 Männer, 21 Frauen) teil. Der Eishockeyspieler Jiří Králík wurde als Fahnenträger für die Eröffnungsfeier ausgewählt.

## Teilnehmer nach Sportarten

### Biathlon
Herren:
- Zdeněk Hák
10 km: 23. Platz
20 km: 15. Platz
4 × 7,5 km: 6. Platz
- Vítězslav Jureček
10 km: 13. Platz
- Jan Matouš
10 km: 9. Platz
20 km: 10. Platz
4 × 7,5 km: 6. Platz
- Peter Zelinka
4 × 7,5 km: 6. Platz
- Jaromír Šimůnek
20 km: 25. Platz
4 × 7,5 km: 6. Platz

### Eishockey
Herren: 
| - Jaroslav Benák - Vladimír Caldr - Milan Chalupa - Miloslav Hořava - Jiří Hrdina - Arnold Kadlec - Jaroslav Korbela - Jiří Králík - Vladimír Kýhos - Igor Liba | - Vincent Lukáč - Jiří Lála - Dušan Pašek - Pavel Richter - Dárius Rusnák - Vladimír Růžička - Radoslav Svoboda - Eduard Uvíra - František Černík - Jaromír Šindel |

### Eiskunstlauf
| Herren: - Jozef Sabovčík | Eistanz: - Jindra Holá / Karol Foltán 13. Platz |

### Rodeln
| Damen: - Mária Jasenčáková 12. Platz | Herren: - Martin Förster 18. Platz - Stanislav Ptáčník 23. Platz Doppelsitzer: - Martin Förster / Stanislav Ptáčník 14. Platz |

### Ski Alpin
Damen:
- Olga Charvátová
Abfahrt: 
Riesenslalom: 8. Platz
Slalom: 10. Platz
- Jana Gantnerová-Šoltýsová
Abfahrt: 5. Platz
Riesenslalom: DNF
- Alexandra Mařasová
Riesenslalom: 26. Platz
Slalom: DNF
- Ivana Valešová
Abfahrt: 24. Platz
Riesenslalom: 28. Platz
Slalom: DNF

### Ski Nordisch

#### Langlauf
| Damen: - Květa Jeriová 5 km: 10 km: 10. Platz 20 km: 12. Platz 4 × 5 km: - Viera Klimková 20 km: 24. Platz - Dagmar Palečková-Švubová 5 km: 20. Platz 4 × 5 km: - Anna Pasiarová 10 km: 27. Platz 20 km: 16. Platz - Blanka Paulů 5 km: 13. Platz 10 km: 13. Platz 20 km: 4. Platz 4 × 5 km: - Gabriela Svobodová-Sekajová 5 km: 15. Platz 10 km: 14. Platz 4 × 5 km: | Herren: - Pavel Benc 15 km: 46. Platz 30 km: 34. Platz - Miloš Bečvář 15 km: 29. Platz 30 km: 27. Platz 50 km: 23. Platz |

#### Nordische Kombination
Herren:
- Vladimír Frák
25. Platz
- Ján Klimko
22. Platz

#### Skispringen
Herren:
- Ladislav Dluhoš
Großschanze: 12. Platz
- Jiří Parma
Normalschanze: 10. Platz
Großschanze: 23. Platz
- Pavel Ploc
Normalschanze: 14. Platz
Großschanze:
- Vladimír Podzimek
Normalschanze: 39. Platz
Großschanze: 8. Platz
- Martin Švagerko
Normalschanze: 42. Platz